# Nomentano

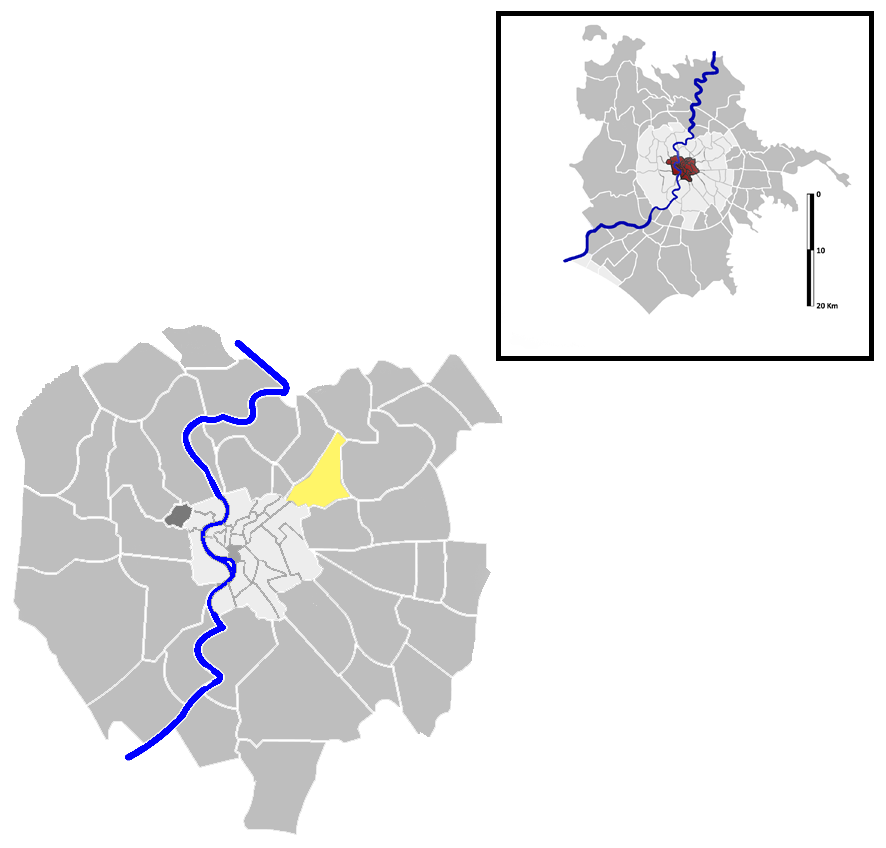
Lage von Namentano in Rom

Nomentano ist ein Quartier im Nordosten der italienischen Hauptstadt Rom. Der Name leitet sich von der Via Nomentana ab. Das Viertel wird auch als Q.V bezeichnet und ist Teil von Municipio II. Es zählte im Jahr 2021 37.256 Einwohner und hat eine Fläche von 3,2611 km².
Nomentano bildet die mit dem Code 3.a bezeichnete zona urbanistica.

## Geschichte
Nomentano ist einer der ersten 15 Bezirke, die 1911 in Rom gegründet und 1921 offiziell anerkannt wurden.

## Besondere Orte
- Via Nomentana
- Villa Torlonia
- Villa Massimo
- Agnes-Katakomben
- San Giuseppe a via Nomentana
- Corpus Domini
- Sant’Ippolito
- Santi Sette Fondatori
- Santa Francesca Cabrini
- Nostra Signora del Santissimo Sacramento e Santi Martiri Canadesi
- Sant’Angela Merici
- Sant’Orsola
- Policlinico Umberto I